# نورديستينا
نورديستينا بلدية في ولاية باهيا في المنطقة الشمالية الشرقية من البرازيل.